# Fryksände pastorat
Fryksände pastorat är ett pastorat i Norra Värmlands kontrakt i Karlstads stift i Svenska kyrkan. Pastoratet ligger i Torsby kommun i Värmlands län.

## Administrativ historik
Pastoratet fick sin nuvarande omfattning 2002 och har pastoratskod 090503.

## Ingående församlingar
- Fryksände församling
- Lekvattnets församling
- Vitsands församling
- Östmarks församling